# 高岗饶漱石事件
高岗饶漱石事件，簡稱高饶事件，是指1953年中华人民共和国发生的一起党内高层的政治斗争事件，延续至1955年结束。因涉事主人公高岗、饶漱石而得名。高岗不仅是陕甘红军及根据地的创建者之一，事发时是中共中央政治局委员、中央人民政府副主席，兼任国家计划委员会主席、中央军委副主席等要职。饶漱石时任中共中央组织部部长职务，最终两人在政治上被定性为“阴谋分裂党”、“夺取党和国家最高权力”，并结成一个“反党联盟”。二人被罢黜官职、开除出党，1954年高岗在软禁中自杀身亡，饶漱石被长期关押至1975年病逝，由于二人身居高位，此案件又波及多位高级干部，并在此后的中共政治斗争中多次发酵。

## 背景起因
1952年秋，为了即将施行的第一个五年计划，中央要削减地方权力，调高岗、饶漱石、邓子恢、邓小平、习仲勋等地方军政第一要员进北京，史称“五马进京”。其中，高岗担任中央人民政府国家计划委员会主席、饶漱石担任中共中央组织部部长。
当时中华人民共和国刚刚建立，权力仍然在调整中。中共中央主席毛泽东因为税率改制等问题对刘少奇、周恩来不满，并将这个想法透露给高岗。「高饶事件的实质是他们（高岗、饶漱石等人）试图把刘少奇和周恩来从中共的第二和第三的位置上拉下来。主要的目标是刘少奇。」高岗夺权的关键因素是他对毛泽东态度的估计，「毛泽东在1953年初期与高岗的几次私下谈话中表示了这种（主要是经济建设和发展农业合作社方面）不满。不管毛泽东的意图是什么，高岗把这看成是一种信任他的信号和反对刘和周的机会。」
1953年6月至8月，高岗在全国财经工作会议期间，攻击薄一波和刘少奇。同年9月，饶漱石在第二次全国组织工作会议上以批安子文来对抗刘少奇、周恩来。
1953年12月24日，中共中央政治局扩大会议上，毛泽东不点名批评高岗：“北京有两个司令部，一个是以我为首的司令部，就是刮阳风、烧阳火；一个是以别人为司令的司令部，就是刮阴风、烧阴火，一股地下水。究竟是政出一门，还是政出多门？”在高、饶被批之后，两人分别为对方说情，被毛认为两人串通。

### 关于增强党的团结的决议
1954年2月中共七届四中全会，18日发表了《全体会议公报》其中阐述了一致通过《关于增强党的团结的决议》，周恩来、陈云在其中发言暗批高岗“独立王国”：
|  | 现在中国正处在社会主义革命即社会主义改造的阶段......这场斗争中，一方面，外国帝国主义，决不会袖手旁观；另一方面，国内那些已经被打倒的阶级决不会甘心于自己的死亡，那些将被消灭的阶级也决不会没有反抗，他们中的坚决反革命分子必然要和外国帝国主义相互勾结起来，利用每一个机会来破坏我们党和人民的事业，企图使中国革命事业归于失败，使反动统治在中国复辟。帝国主义和反革命分子破坏我们最重要的方式之一就是首先破坏我们党的团结，并在我们党内寻找他们的代理人。我们党内产生过陈独秀、张国焘，苏联党内产生过贝利亚，这样重大的历史教训表明，敌人不但一定要在我们党内寻找他们的代理人，而且曾经找到过，在今后也还可能找到某些不稳定的、不忠实的、以至别有企图的分子作为他们的代理人…… |

同年8月17日，高岗吞服大量安眠药自杀身亡。1955年1月，饶漱石被正式逮捕。

### 正式定性“反党联盟”
1955年3月31日，中国共产党全国代表会议通过了《关于高岗、饶漱石反党联盟的决议》，开除高岗、饶漱石的党籍。
决议中，对于高饶反党联盟的定性主要有三：
1. 1953年6月至8月的全国财经工作会议期间，高岗“大大施展他的阴谋活动。他和他的追随者不但在会议上为了有意制造党内纠纷而发表种种无原则的言论，并且在会外大肆散播各种流言蜚语破坏中央的威信，特别是攻击中央书记处书记刘少奇同志和周恩来同志，同时鼓吹他自己……投机分子饶漱石也就是在这时同高岗站在一起反对党中央。”
2. 饶漱石“在九、十月间举行的第二次全国组织会议上，展开了直接反对刘少奇和反对党中央的斗争。在全国组织会议上，原东北局组织部长张秀山同志在发言中向中央组织部一九五三年以前的工作进行了恶意的攻击。后来查明，张秀山这个发言，是高岗反党宗派久已准备好了的。饶漱石因为这些发言起了反对中央的作用，表示极为满意和兴奋。原来他的目的就是要反对刘少奇同志和反对党中央。”
3. “一九五三年十二月毛泽东同志依照前例提出他休假期间委托刘少奇同志代理中央领导工作的时候，高岗就出面反对，并且私自活动，要求由他来担任党中央的总书记或副主席，要求改换政务院总理的人选，即是说要由他来担任政务院总理。这样就充分暴露了他的篡夺党和国家的最高领导权的野心。”

饶案又与潘汉年、扬帆所涉案件合称为饶潘扬案。1980年代，潘汉年、扬帆等涉案人员获得平反，但饶漱石至今未获正式平反。